# Hugo Höllenreiner

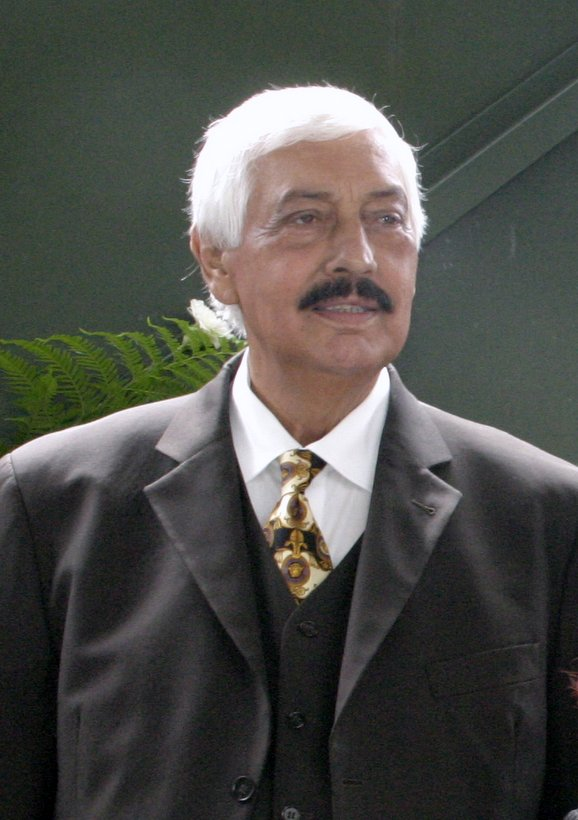
Hugo Höllenreiner (2009)

Hugo Adolf Höllenreiner (* 15. September 1933 in München; † 10. Juni 2015 in Ingolstadt) war ein deutscher Sinto und Überlebender des Porajmos. Als Kind überlebte er das „Zigeunerlager Auschwitz“ und drei weitere Konzentrationslager. Seit Ende der 1990er Jahre engagierte er sich als Zeitzeuge.

## Leben
Höllenreiners Eltern wählten den zweiten Vornamen ihres Sohnes, um ihn damit vor der nach der Machtübernahme 1933 aufziehenden Bedrohung durch die Nationalsozialisten zu schützen. Er wuchs in München im Stadtteil Giesing in der Deisenhofener Straße auf. Sein Vater besaß dort ein Haus und betrieb eine Pferdehandlung. Zusammen mit seiner Familie wurde er am 8. März 1943 von den Nationalsozialisten in Umsetzung des Auschwitz-Erlasses verhaftet; er war damals neun Jahre alt. und am 16. März 1943 in das Zigeunerlager Auschwitz deportiert, wo Josef Mengele an ihm und seinem Bruder Menschenversuche durchführte. Mit der Deportation wurde die Familie enteignet und ihr Eigentum zur Nutzung der „Volksgemeinschaft“ übergeben. Über die Lager Ravensbrück und Mauthausen kam Höllenreiner nach Bergen-Belsen. Er, seine fünf Geschwister und beide Eltern überlebten den Genozid. 36 Angehörige wurden getötet.
Nach Kriegsende wohnte die Familie wieder in Giesing, später in Waldtrudering und dann in Ingolstadt. Der 12- bis 13-jährige Höllenreiner begann einen Handel mit Bürsten und trug damit wesentlich zum Familieneinkommen bei.
Hugo Höllenreiner erhielt keine Zahlungen nach dem Bundesentschädigungsgesetz oder andere vergleichbare Zahlungen als Entschädigung für das erlittene Unrecht, obwohl er sich darum bemühte.
Seit den späten 1990er Jahren berichtete Höllenreiner in zahlreichen Vorträgen als Zeitzeuge über seine Erlebnisse.
Die Gedenktafel für die im Nationalsozialismus ermordeten Münchner Sinti und Roma auf dem Platz der Opfer des Nationalsozialismus in der Maxvorstadt geht auf eine Initiative Höllenreiners zurück, der am 10. Oktober 1993 im Namen zahlreicher Sinti und Roma einen Antrag auf eine Gedenktafel stellte. Der ursprüngliche Ort, an einem Wohnhaus in der Deisenhofener Straße – hier waren zahlreiche Münchener Opfer des Porajmos bis zu ihrer Deportation untergebracht –, scheiterte am Hauseigentümer. Der Münchner Oberbürgermeister Christian Ude weihte den Gedenkstein – in unmittelbarer Nähe zum Denkmal für die Opfer des Nationalsozialismus – am 20. Dezember 1995 ein. 1996 folgte eine Vergrößerung des Denkmals. Der Text auf dem Gedenkstein lautet: Zum Gedenken an die von 1933–1945 ermordeten Münchener Sinti und Roma. Sie wurden Opfer des nationalsozialistischen Völkermordes in Auschwitz und anderen Vernichtungsstätten in Europa.

## Ehrungen und Auszeichnungen
Für sein Engagement als Zeitzeuge wurde Hugo Höllenreiner mehrfach ausgezeichnet:
- 2013 erhielt er den Austrian Holocaust Memorial Award des Vereins Österreichischer Auslandsdienst. Die Verleihung erfolgte im Jüdischen Museum in München; die Laudatio hielt die Vorsitzende der Israelitischen Kultusgemeinde München und Oberbayern, Charlotte Knobloch.[6]
- 2014 wurde er anlässlich einer Gedenkveranstaltung zum 70. Jahrestag des Aufstandes im „Zigeunerlager in Auschwitz-Birkenau“ für sein Lebenswerk als „Botschafter der Menschlichkeit“ geehrt. Die Gedenkfeier und die Ehrung fanden im Alten Rathaus in München statt; die Laudatio auf Hugo Höllenreiner hielt Münchens ehemaliger Oberbürgermeister Christian Ude.[7]
- 2014 wurde ihm von der bayerischen Landeshauptstadt München in „Anerkennung seiner jahrzehntelangen intensiven Aufklärungsarbeit als Zeitzeuge der nationalsozialistischen Gewaltherrschaft“ die Medaille München leuchtet – Den Freundinnen und Freunden Münchens in Silber verliehen. Die Ehrung nahm Münchens Oberbürgermeister Dieter Reiter vor.[8]

## Darstellung in Literatur, Film und Musik
In einer Reihe von Interviews erzählte Höllenreiner der Autorin Anja Tuckermann von seinem Schicksal während des Nationalsozialismus. Diese erhielt für ihr Buch „Denk nicht, wir bleiben hier!“ Die Lebensgeschichte des Sinto Hugo Höllenreiner im Jahr 2006 den Deutschen Jugendliteraturpreis. Das Buch war zudem für den Geschwister-Scholl-Preis 2006 nominiert und war auf der Kinder- und Jugendbuchliste Sommer 2008 von Radio Bremen und dem Saarländischen Rundfunk.
Über Höllenreiners Schicksal wurde 2007 der Dokumentarfilm Angelus Mortis gedreht.
Adrian Gaspar führte ab 2008 eigene Interviews mit Höllenreiner und setzte dessen Erinnerungen musikalisch in seinem ersten Orchesterwerk Symphonia Romani – Bari Duk um, einem Oratorium für Solo-Bass, gemischten Chor und Orchester.

## Dokumentarfilme
- Angelus Mortis. Dokumentarfilm, Deutschland, 2007, 37 Min., Regie und Buch: Simon Ritzler, Produktion: Filmakademie Baden-Württemberg, Uraufführung: 30. Oktober 2007, Angaben zum Film beim Deutschen Bildungsserver, Filmbesprechung von myheimat.de.
Bemerkung: Der Dokumentarfilm Angelus Mortis (lateinisch; deutsch ‚Engel des Todes‘) enthält historische Filmbeiträge sowie Interviews mit Hugo Höllenreiner, der als Zeitzeuge und Opfer über die Menschenversuche des Lagerarztes Josef Mengele im KZ Auschwitz-Birkenau berichtet.
- Die Nacht der Zeitzeugen. Aus dem Münchner Volkstheater. Videodokument (Fernsehmitschnitt), Deutschland, 2008, 60 Min., Regie: Dagmar Kiolbasa, Produktion: Bayerischer Rundfunk, Moderation: Andreas Bönte, Angaben zur Videodokumentation (VHS-Videokassette) beim GVK, Angaben zur Videodokumentation (SVHS-Videokassette) beim BSZ.
Bemerkung: Die Dokumentation enthält Filmbeiträge und ein Studiogespräch im Münchner Volkstheater mit den Holocaust-Überlebenden Hugo Höllenreiner, Max Mannheimer und Abba Naor.
- Dui Rroma. Dokumentarfilm (Film für TV, Kino, Institutionen, Vereine), Österreich, Neubearbeitung 2014, 45 Min., Regie: Iovanca Gaspar, Filmsprache: Romanes mit deutschen Untertiteln, TV-Ausstrahlungen erfolgten u. a. beim nichtkommerziellen Fernsehsender Okto in Wien, Angaben zum Dokumentarfilm beim ORF.
Bemerkung: Im Dokumentarfilm Dui Rroma (auf Romanes; deutsch ‚Zwei Roma‘) erzählt Hugo Höllenreiner seine Lebensgeschichte; sein Gesprächspartner ist der junge rumänisch-österreichische Rom Adrian Gaspar, der Sohn der Regisseurin Iovanca Gaspar.
- Weder vergessen noch verziehen. Vom Überleben einer Münchner Sinti-Familie. Dokumentarfilm aus der Reihe LEBENSLINIEN. Buch und Regie: Renate Stegmüller, 45 Minuten,  Bayerischer Rundfunk 1995.